# EVE.calls
EVE.calls (укр. Іві.колз) — українська технологічна компанія, яка спеціалізується на розробках у сфері голосових технологій та штучного інтелекту.
Основний продукт — голосовий робот з автоматизації процесів та комунікацій Eve.calls, запрограмований імітувати живий діалог у режимі реального часу. Технологічні рішення компанії запатентовано (ТМ: eve.calls, salesbot, голосовий робот).
З 2017 року EVE.calls проводить соціальну загальнонаціональну кампанію для дітей «Зателефонуйте Діду Морозу».
На початку повномасштабного вторгнення Росії в Україну Eve.Calls запустила кол-центр з автоматичним обдзвоном росіян з метою деморалізувати мобілізаційний потенціал РФ.
У червні 2022 року стартап був відібраний від України до стартап-акселератора Google.

## Історія
Перший програмний продукт Eve.promo, з'явився на початку 2016 року. Система була здатна «додаватися в друзі» в соціальних мережах і надсилати повідомлення реципієнтам, імітуючи дії живої людини. Основна функція робота полягала в автоматизації первинної комунікації, в процесі якої система відбирала ймовірних замовників.
Наприкінці 2016 початку 2017 років на ринку з'явився послідовник системи Eve.promo голосовий робот Eve.calls. Нова система, котра поєднує технологію розпізнавання мовлення Speech-to-text із запатентованими алгоритмами обробки мови (Natural Language Processing) розуміє сенс складних відповідей реципієнтів — декілька слів або речень та імітує природне спілкування між роботом та співрозмовником.

## Принцип роботи системи
Інтерпретування відповідей і вибудовування живої бесіди в коректній формі в режимі реального часу відбувається завдяки штучному інтелекту, Natural Language Processing та використанню нейронних мереж. Система базується на попередньо скомпільованих моделях потенційних діалогів, робот відтворює алгоритм аналізу відповідей і звіряє їх із семантикою в діалоговому сценарії, створеному співробітниками компанії. Вбудований модуль шумового очищення відокремлює корисний сигнал від сторонніх звуків. У разі, якщо робот отримає неправильну відповідь респондента або у системи виникнуть сумніви, вона повторить своє питання.

## Нагороди
EVE.calls було визнано кращим стартапом за версією Seedstars CEE в 2017 році і фіналістом Seedstars World в 2018 році.